# Stegozaury
Stegozaury (Stegosauria) – grupa ptasiomiedniczych dinozaurów należących do podrzędu tyreoforów. Zaliczane są do niej rodziny Huayangosauridae i Stegosauridae. Stegozaury miały bardzo charakterystyczny wygląd: mała w stosunku do reszty ciała czaszka, beczkowaty tułów, cztery silne, dobrze zbudowane kończyny (tylne były dłuższe niż przednie) oraz masywny, trzymany wysoko nad ziemią ogon zakończony dwiema parami długich kolców. Lecz ich najbardziej charakterystyczną cechą budowy były dwa rzędy dużych (najczęściej trójkątnych lub romboidalnych) kostnych płyt, biegnących przez cały grzbiet. Ich rola nie jest pewna, jednakże część paleontologów uważa, że płyty służyły do regulacji temperatury ciała. Niektóre rodzaje stegozaurów (np. kentrozaur) miały jedną parę kolców na wysokości łopatek.

## Pochodzenie
Stegozaury najprawdopodobniej pochodzą od prymitywnych tyreoforów żyjących we wczesnej jurze, takich jak Scelidosaurus czy Scutellosaurus. Jednym z najwcześniejszych przedstawicieli stegozaurów był huajangozaur, który zamieszkiwał obszar dzisiejszych Chin.

## Okres rozkwitu
Najwięcej odnalezionych rodzajów pochodzi ze środkowej i późnej jury m.in. – leksowizaur, stegozaur, kentrozaur czy znaleziony w Chinach tuodziengozaur.

## Wymarcie
Pod koniec jury stegozaury zaczęły wymierać i tylko nieliczne gatunki przetrwały do kredy. Jednym z nich jest wuerhozaur. Trudno powiedzieć, co było przyczyną wymierania stegozaurów, prawdopodobnie były to zmiany klimatyczne.

## Klasyfikacja
Infrarząd Stegosauria

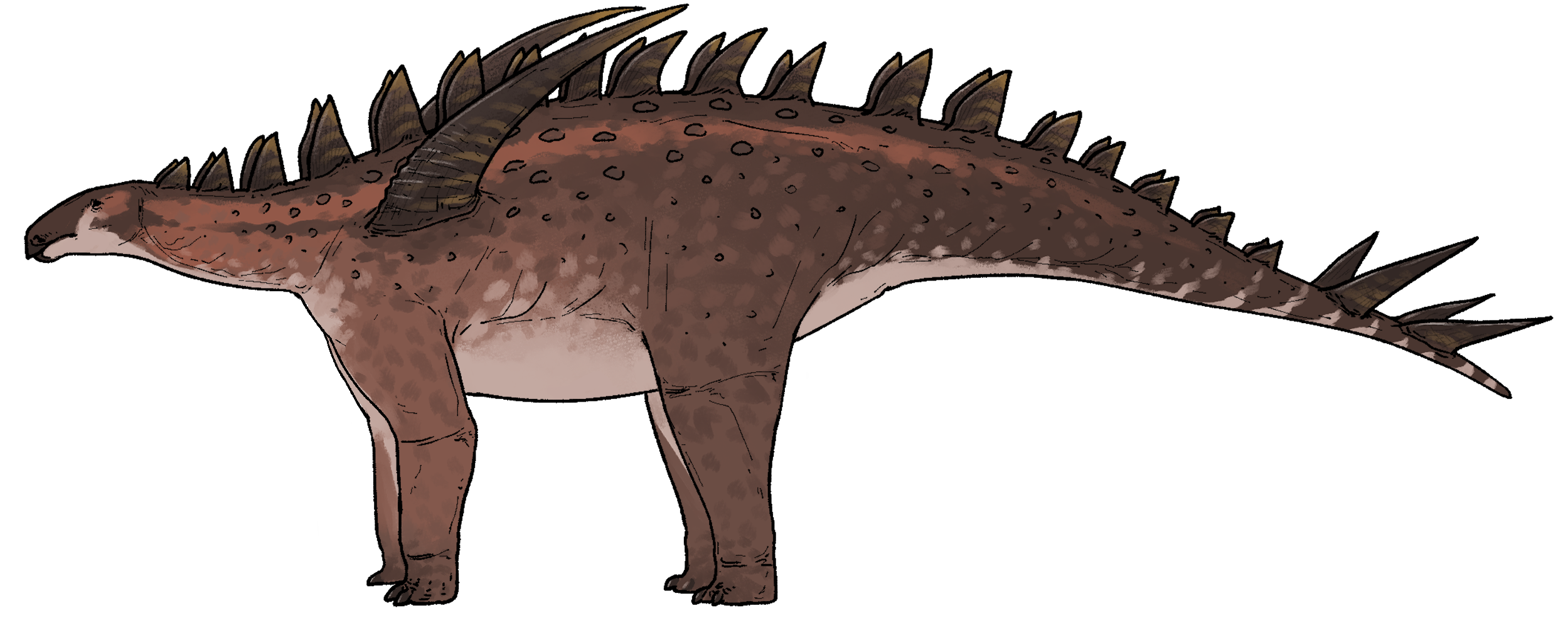
Gigantspinosaurus
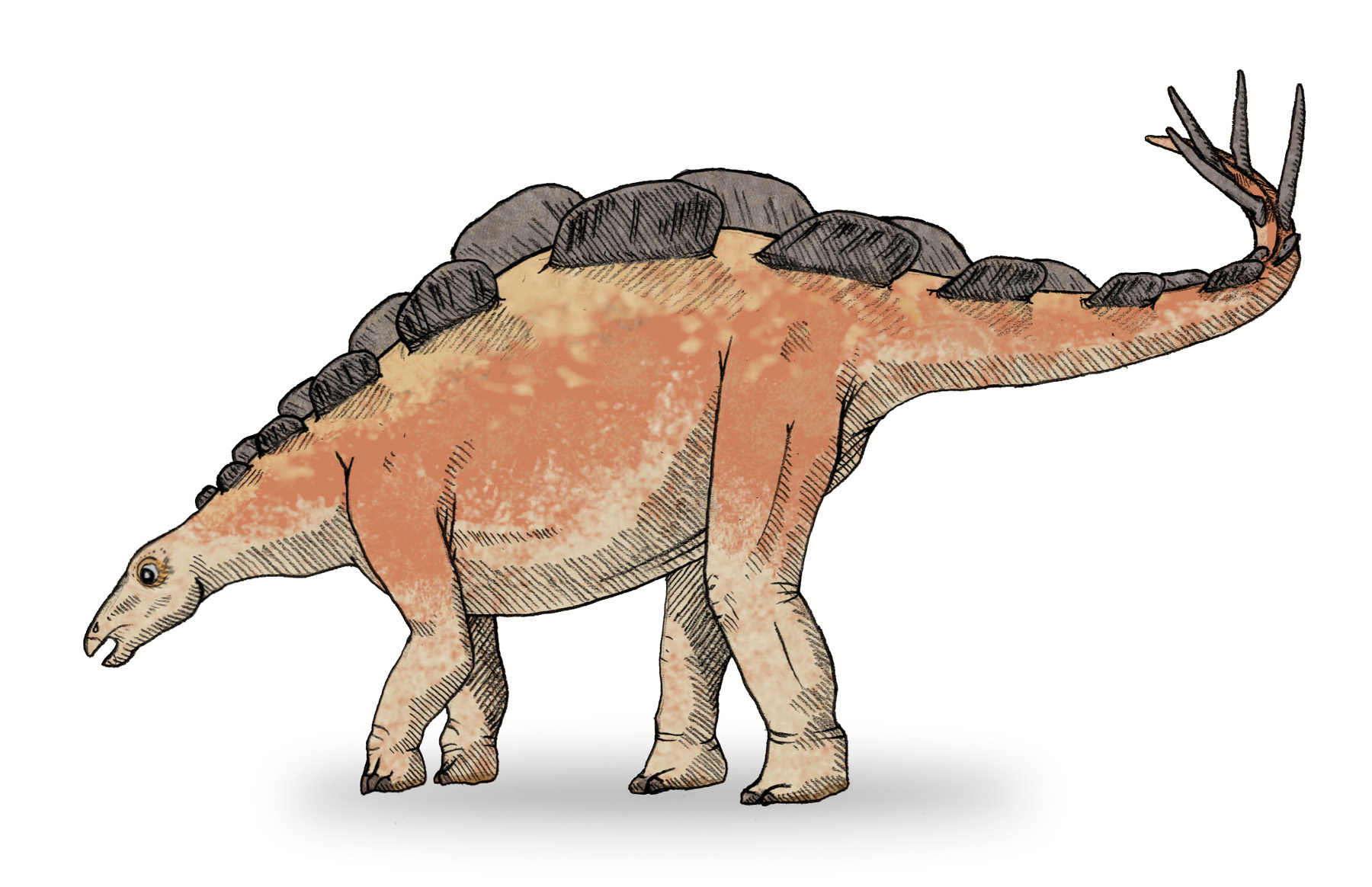
Wuerhosaurus
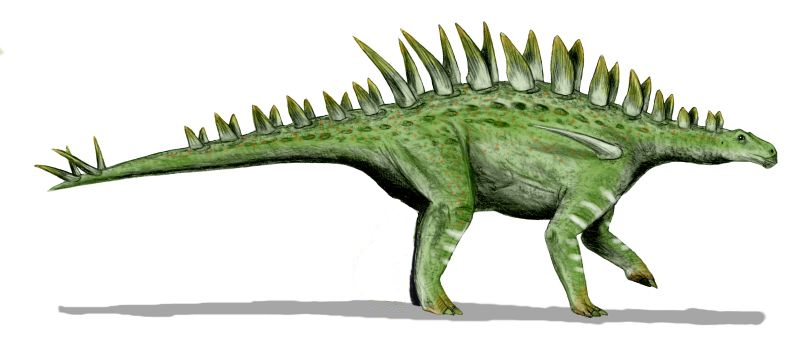
Huayangosaurus
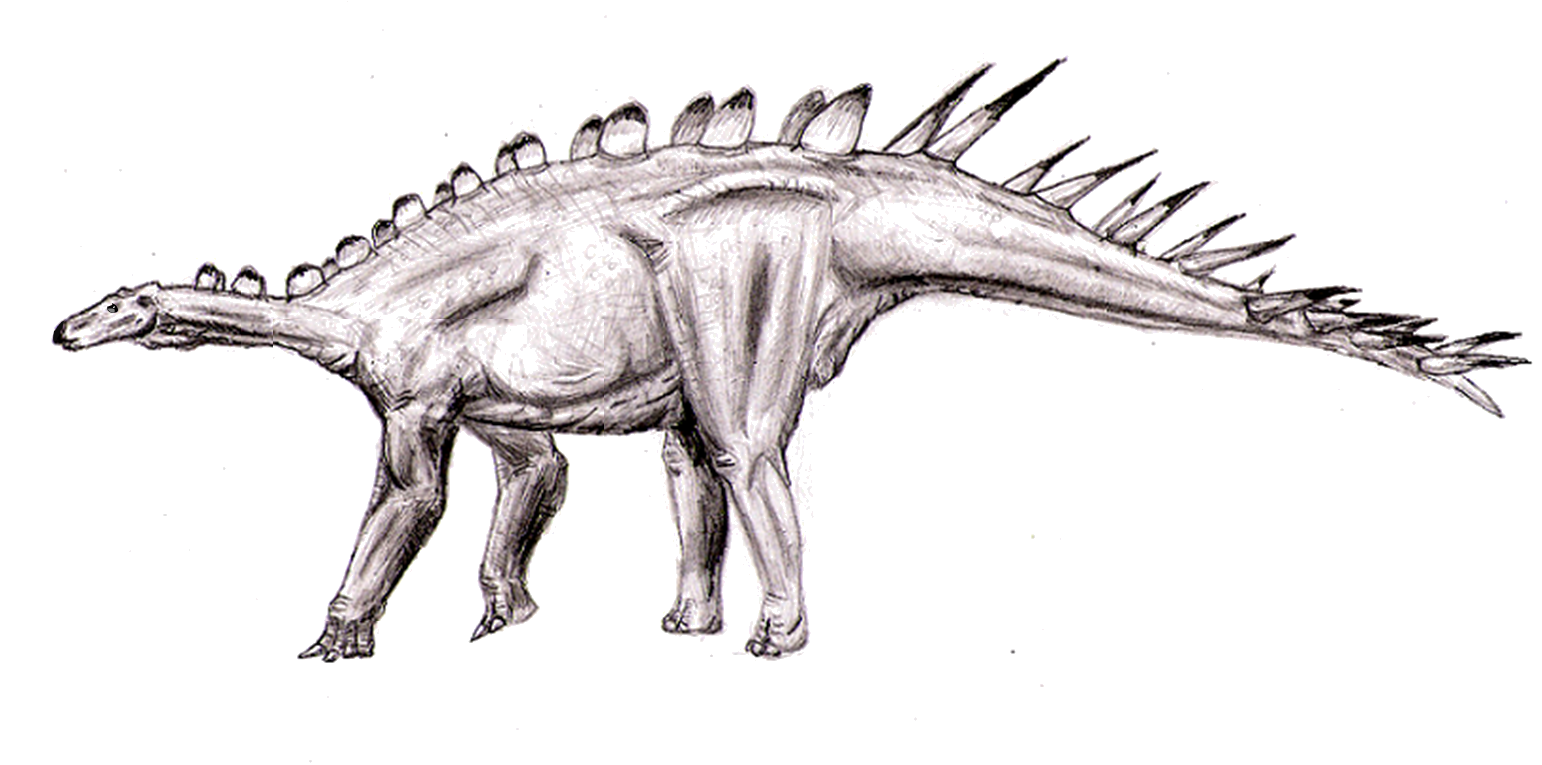
Dacentrurus
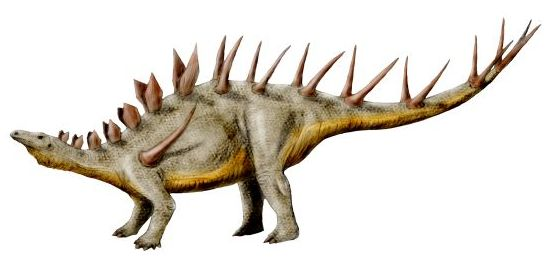
Kentrosaurus
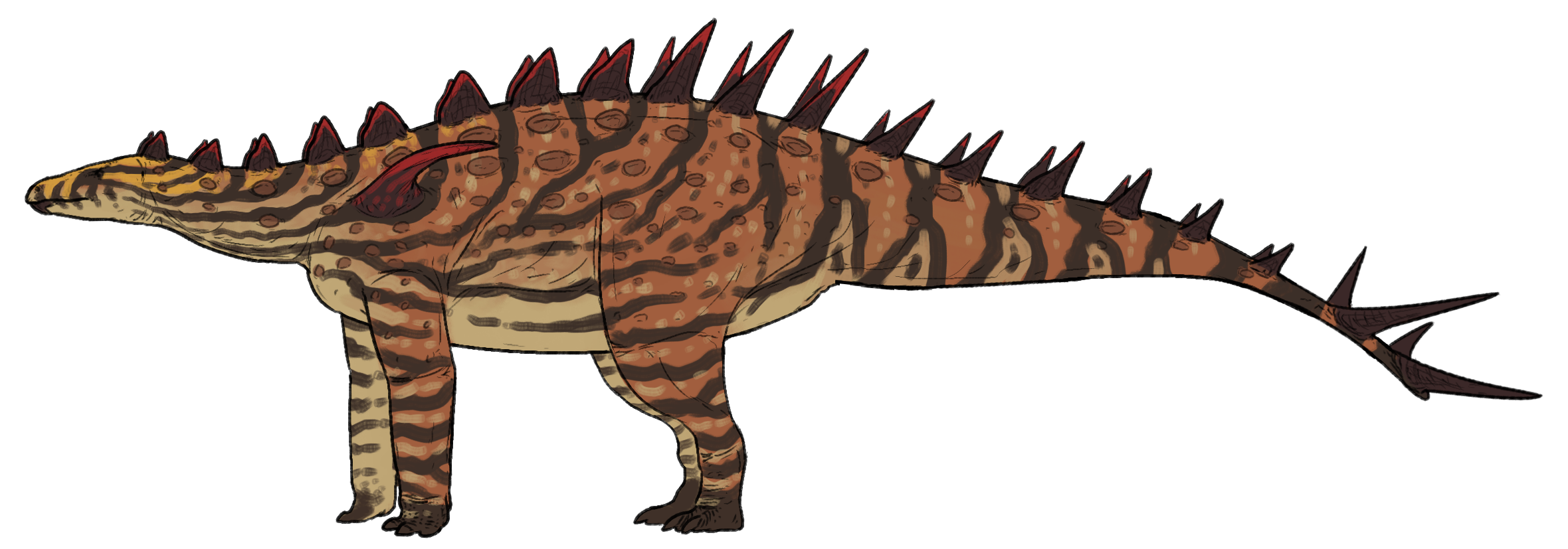
Isaberrysaura

- Rodzina Huayangosauridae
  - Huayangosaurus
  -  ?Regnosaurus
- Rodzina Stegosauridae
  - Paranthodon
  - Monkonosaurus
  - Chungkingosaurus
  - Chialingosaurus
  - Wuerhosaurus
  - Hesperosaurus
  - Dacentrurus
  - Miragaia[1]
  - Podrodzina Stegosaurinae
    - Tuojiangosaurus
    - Kentrosaurus
    - Lexovisaurus (=Loricatosaurus)[2]
    - Stegosaurus

  - Incertae sedis
    -  ?Craterosaurus
    - Jiangjunosaurus

- Gigantspinosaurus
- Wuerhosaurus
- Huayangosaurus
- Dacentrurus
- Kentrosaurus
- Isaberrysaura